# Hakuba schansspringstadion
Het Hakuba schansspringstadion is een complex van skischansen in het Japanse Hakuba.

## Geschiedenis
Op deze schansen werd er gesprongen naar aanleiding van de OS 1998 in Nagano. Elk jaar wordt er ook een wedstrijd gesprongen voor de Grand Prix schansspringen.